# 1842 ve fotografii

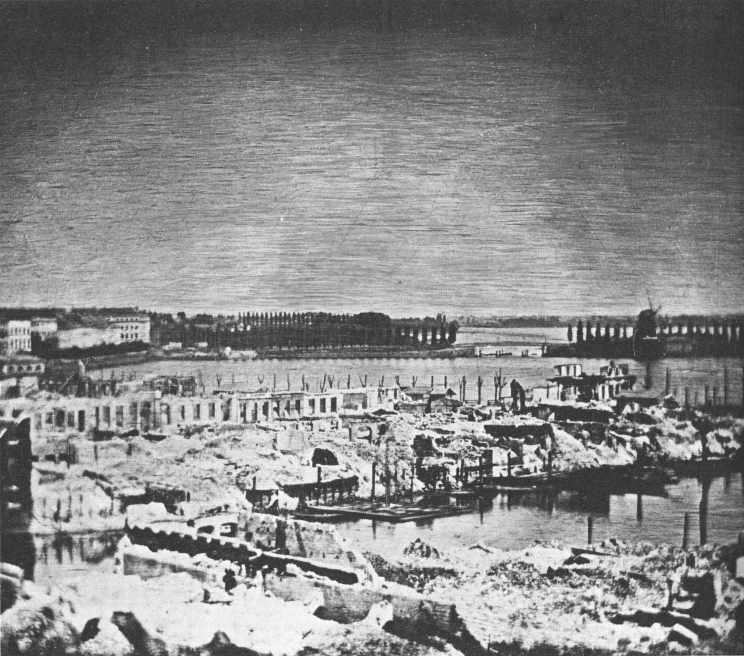
Hermann Biow: Hamburg zničený ohněm, 1842

Tento článek obsahuje významné fotografické události v roce 1842.

## Události
- John Herschel vynalezl kyanotypii[1] (a její variace, jako například zlatotisk), což je fotografická technika využívající fotocitlivosti železných solí, předchůdce blueprintu.
- Vznikla jedna z prvních fotoreportáží, když Hermann Biow a Carl Ferdinand Stelzner dokumentovali velký požár v Hamburku.

## Narození v roce 1842
- 28. ledna – Alexandre-Jacques Chantron, francouzský malíř a fotograf († 1918)
- 11. února – Ralph Abercromby, skotský meteorolog a fotograf († 21. června 1897)
- 25. února – Takebayashi Seiichi, japonský fotograf, († 1908)
- 28. dubna – Émile de Montgolfier, francouzský fotograf působící v Japonsku, († 6. prosince 1896)
- 24. května – Henry Sandham, kanadský malíř a fotograf († 21. června 1910)
- 28. června – Félix Thiollier, francouzský učenec, archeolog a fotograf († 12. května 1914)
- 31. srpna – Fernando Debas, španělský fotograf († 21. června 1914)
- 2. prosince – Robert Collett, norský zoolog a fotograf († 27. ledna 1913)
- 25. prosince – Julia Widgrén, první profesionální finská fotografka († 27. listopadu 1917)
- ? – Adolf Eckstein, německý heliorytec, fotograf, vydavatel a novinář (1842 – 10. prosince 1904)
- ? – George M. Bretz, americký fotograf († 1895)
- ? – Wilhelm Lundberg, finský fotograf († 1882)
- ? – Aimé Dupont, belgický sochař a fotograf († 16. února 1900)
- ? – Francisco Zagala, španělský fotograf († 1908)